# 丽江拉拉藤
丽江拉拉藤（学名：Galium forrestii）为茜草科拉拉藤属下的一个种。

## 扩展阅读
維基物種上的相關：丽江拉拉藤